# Pivalinezuur
Pivalinezuur, ook wel trimethylazijnzuur of 2,2-dimethylpropaanzuur genoemd, is een organische verbinding met als brutoformule C5H10O2. De stof komt voor als een kleurloze naaldvormige kristallen met een prikkelende geur.
Pivalinezuur is een van de vier mogelijke structuurisomeren van het valeriaanzuur en het eenvoudigste carbonzuur met een tert-butylgroep. De zouten en esters van pivaline worden pivalaten genoemd.

## Synthese
Pivalinezuur kan bereid worden door oxidatie van 3,3-dimethyl-2-butanon. Een alternatieve methode is de Grignardreactie van koolstofdioxide met het Grignard-reagens van 2-chloor-2-methylpropaan:
Pivalinezuur kan ook bereid worden middels de Koch-reactie. In dat geval reageert iso-buteen met koolstofmonoxide en water:
{\displaystyle \mathrm {(H_{3}C)_{2}C{=}CH_{2}\ +\ CO\ +\ H_{2}O\ \longrightarrow \ (H_{3}C)_{3}C{-}COOH} }

## Toepassingen
Pivalinezuur wordt gebruikt bij de bereiding van polyvinylesters (door polymerisatie van vinylpivalaat) en bij de productie van farmaceutische preparaten. Daarbij wordt gebruikgemaakt van het feit dat de tert-butylgroep een zekere sterische hindering veroorzaakt en daardoor de absorptie van bepaalde geneesmiddelen kan gecontroleerd worden.
Het acylchloride van pivalinezuur, pivaloylchloride, wordt vaak ingezet in de organische synthese en bij de bereiding van geneesmiddelen en herbiciden.